# 广东省公安厅
广东省公安厅是广东省人民政府主管全省公共安全工作的职能部门，受省政府、公安部双重领导。各市、县（区）设有公安局（分局），在镇、乡、街道设派出所。公安局（分局）和派出所，分别接受同级人民政府和上级公安机关领导。

## 因公殉职
自从成立以来，广东省公安厅1433名警员因公殉职。

## 现任领导
- 刘国周：副省长、厅党委书记、厅长、督察长
- 杨日华：厅党委副书记、常务副厅长
- 汤　波：厅党委委员、特勤局党委书记、局长
- 林伟雄：厅党委委员、副厅长
- 黄国辉：厅党委委员、副厅长
- 何慧华：厅党委委员、省纪委监委驻省公安厅纪检监察组组长
- 郭向阳：厅党委委员、副厅长
- 梁瑞国：厅党委委员、副厅长
- 邹泉华：厅党委委员、政治部主任

## 机构设置
- 办公室（情报研判及应急指挥中心）
- 政治部
- 宣传处（公共关系处）
- 出入境管理局
- 经济犯罪侦查局（经济犯罪侦查总队）
- 警务督察处（警务督察总队、与审计署合署）
- 治安管理局（食品药品与环境污染犯罪侦察局）
- 刑事侦查局
- 禁毒局
- 交通管理局
- 打私局
- 监所管理处（监所管理总队）
- 网络安全保卫处（网络警察总队、广东省网络信息安全通报中心）
- 法制总队
- 警务保障部
- 水域治安处
- 机场公安局
- 警务飞行队（广东省人民政府公务飞行服务队）

## 历任领导
1. 谭政文：1949年12月－1955年3月
2. 冠延庆：1955年3月－1956年11月
3. 王宁：1956年11月－1967年3月
4. 孙正乾：1968年2月－1969年2月
5. 赵国楠：1969年2月－1972年11月
6. 王宁：1972年11月－1982年11月
7. 宋志英：1982年11月－1986年2月
8. 文广智：1986年2月－1991年5月
9. 陈绍基：1991年5月－2000年2月
10. 梁国聚：2000年2月－2007年4月
11. 梁伟发：2007年4月－2013年5月
12. 李春生：2013年5月－2021年4月
13. 王志忠：2021年4月－2023年7月
14. 刘国周：2023年7月－